# سرگئی اوواروف
سرگئی اوواروف (روسی: Серге́й Семёнович Ува́ров؛ ۵ سپتامبر ۱۷۸۶ – ۱۷ سپتامبر ۱۸۵۵) محقق هنر و ادبیات کهن و زبان‌شناس اهل کشور روسیه بود. همچنین او به عنوان سیاستمدار پرنفوذ سلطنتی در زمان حکمرانی نیکلای یکم به شمار می‌رفت. وی همجنسگرا بود.